# Gare de Romans - Bourg-de-Péage
Pour les articles homonymes, voir Gare de Bourg.
La gare de Romans - Bourg-de-Péage est une gare ferroviaire française de la ligne de Valence à Moirans, située sur le territoire de la commune de Romans-sur-Isère, à proximité de Bourg-de-Péage, dans le département de la Drôme, en région Auvergne-Rhône-Alpes.
Elle est mise en service en 1864 par la Compagnie des chemins de fer de Paris à Lyon et à la Méditerranée (PLM).
C'est une gare de la Société nationale des chemins de fer français (SNCF), desservie par des trains TER Auvergne-Rhône-Alpes.

## Situation ferroviaire
Établie à 167 mètres d'altitude, la gare de Romans - Bourg-de-Péage est située au point kilométrique (PK) 19,528 de la ligne de Valence à Moirans, entre les gares ouvertes de Valence TGV et de Saint-Hilaire - Saint-Nazaire.

## Histoire

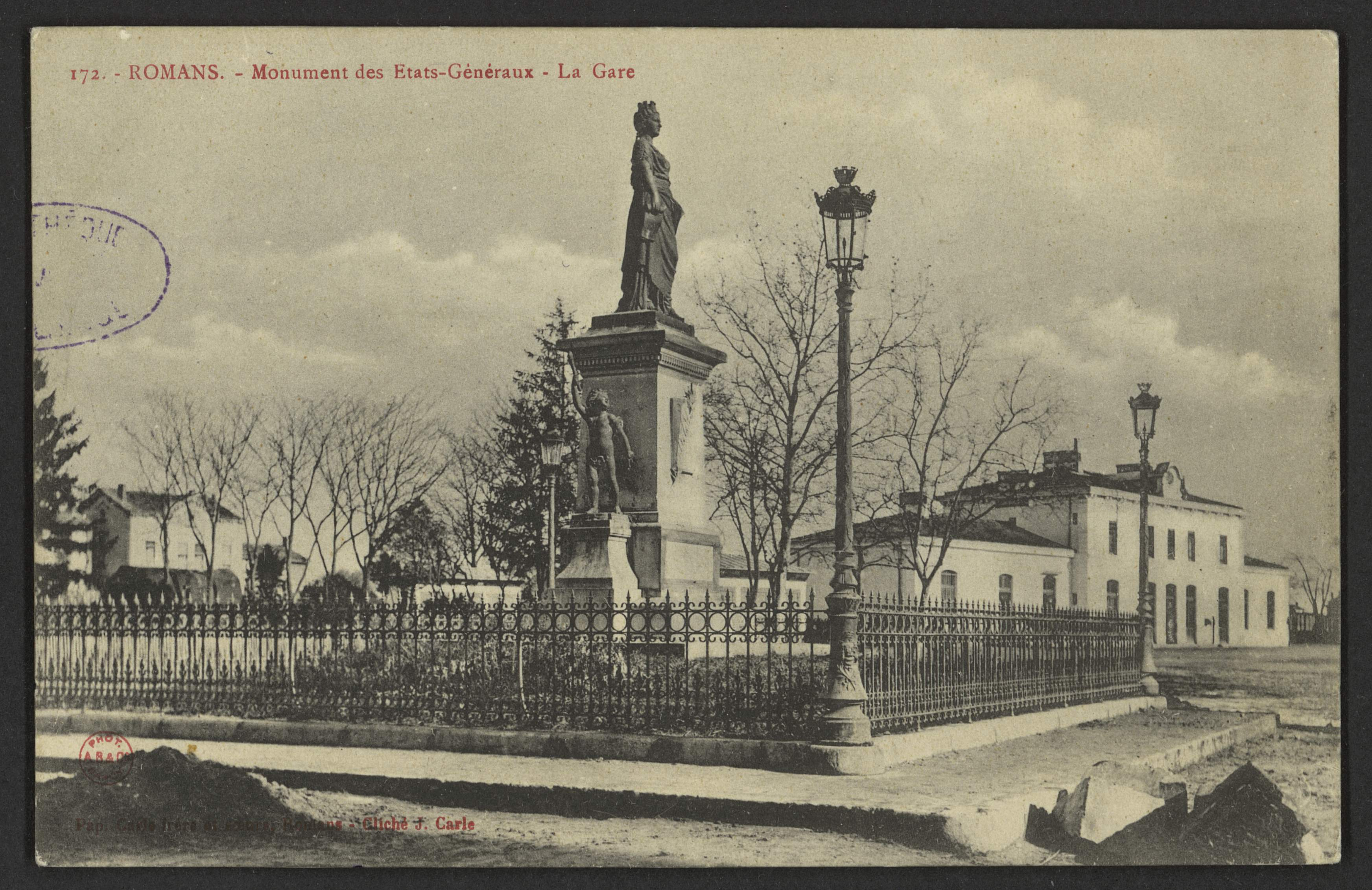
La gare vers 1900 et le Monument des États Généraux.

La gare de Romans est mise en service le 9 mai 1864 par la Compagnie des chemins de fer de Paris à Lyon et à la Méditerranée (PLM), lorsqu'elle ouvre à l'exploitation la ligne de Valence à Moirans.

## Fréquentation
De 2015 à 2024, selon les estimations de la SNCF, la fréquentation annuelle de la gare s'élève aux nombres indiqués dans le tableau ci-dessous.
| Année                     | 2015    | 2016    | 2017    | 2018    | 2019    | 2020    | 2021    | 2022    | 2023    | 2024    |
| ------------------------- | ------- | ------- | ------- | ------- | ------- | ------- | ------- | ------- | ------- | ------- |
| Voyageurs                 | 368 948 | 370 401 | 404 736 | 335 904 | 408 945 | 247 897 | 341 640 | 425 426 | 449 379 | 518 190 |
| Voyageurs + non voyageurs | 461 185 | 463 002 | 505 920 | 419 880 | 511 182 | 309 871 | 427 050 | 531 782 | 561 724 | 647 738 |

## Service des voyageurs

### Accueil
Gare SNCF, elle dispose d'un bâtiment voyageurs, avec un guichet, ouvert tous les jours. Elle est équipée d'automates pour l'achat de titres de transport TER.

### Desserte
Romans - Bourg-de-Péage est desservie par les trains TER Auvergne-Rhône-Alpes, des relations Genève-Cornavin et Annecy - Valence-Ville, et Romans - Briançon.

### Intermodalité
Un parc pour les vélos (48 places en consignes collective et des accroches vélos en libre accès) et un parking pour les véhicules y sont aménagés.
Elle est desservie par des bus urbains du  Réseau Citéa et par des autocars départementaux.

Installations côté voies
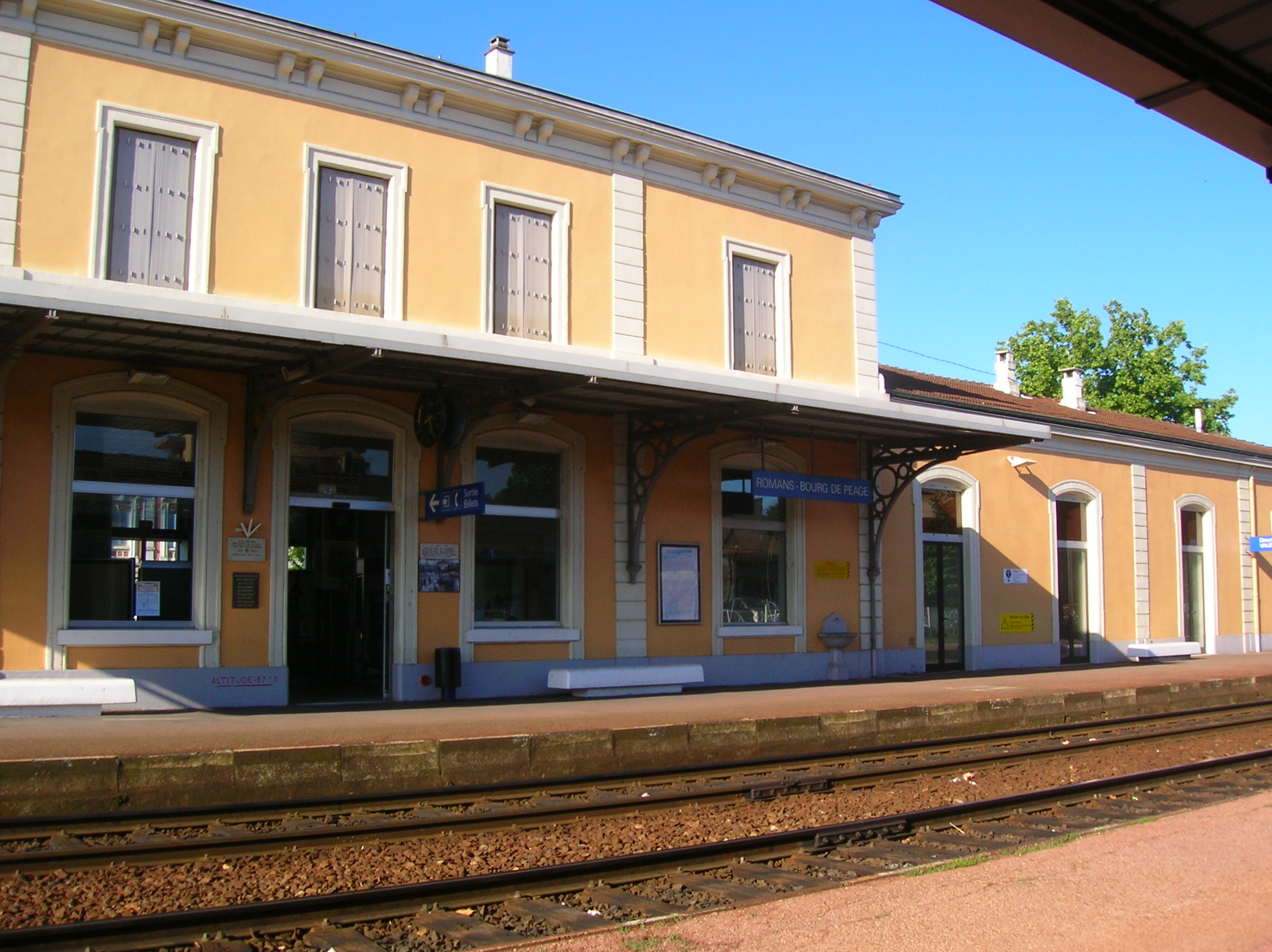
Bâtiment voyageurs.
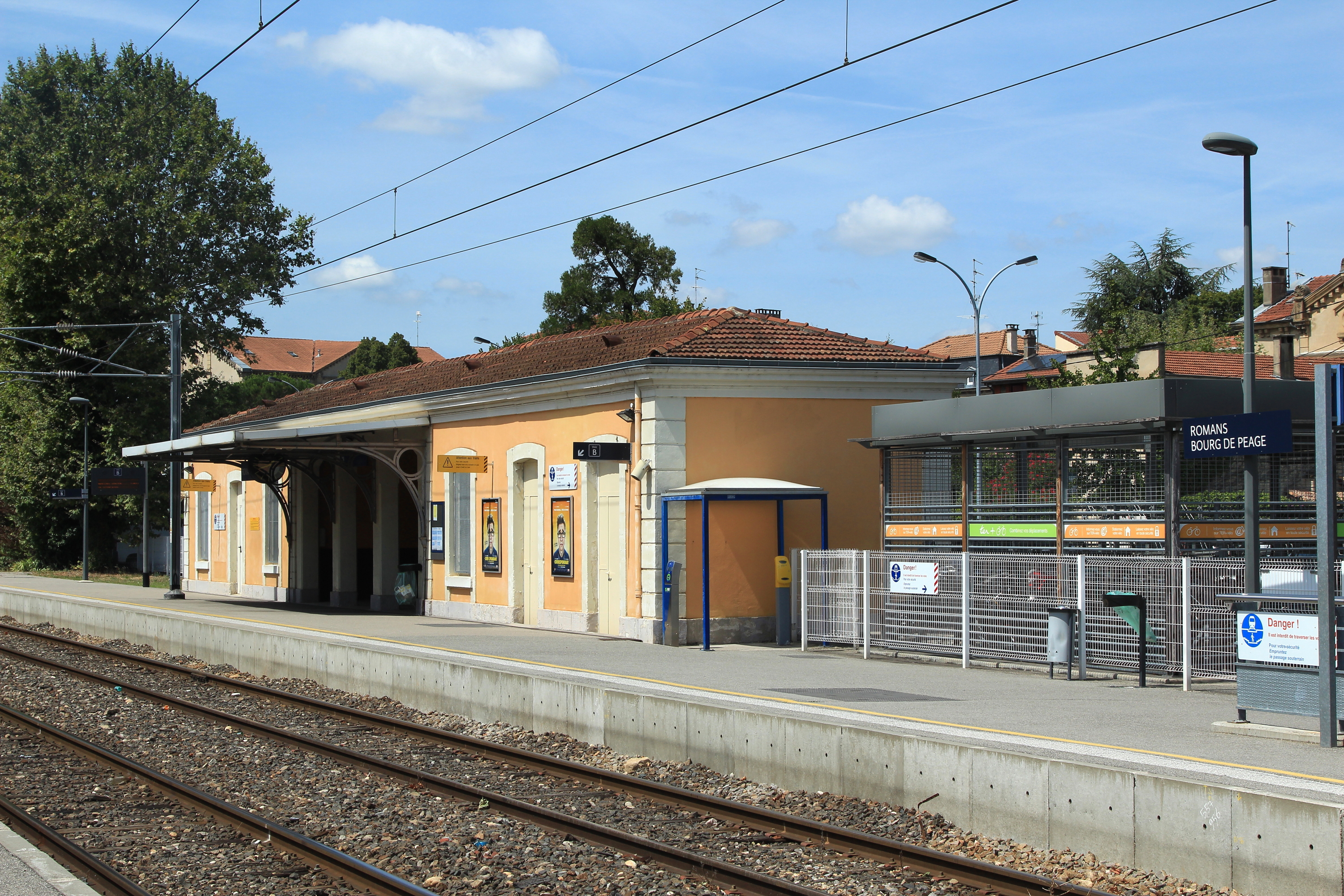
Abri de quai.
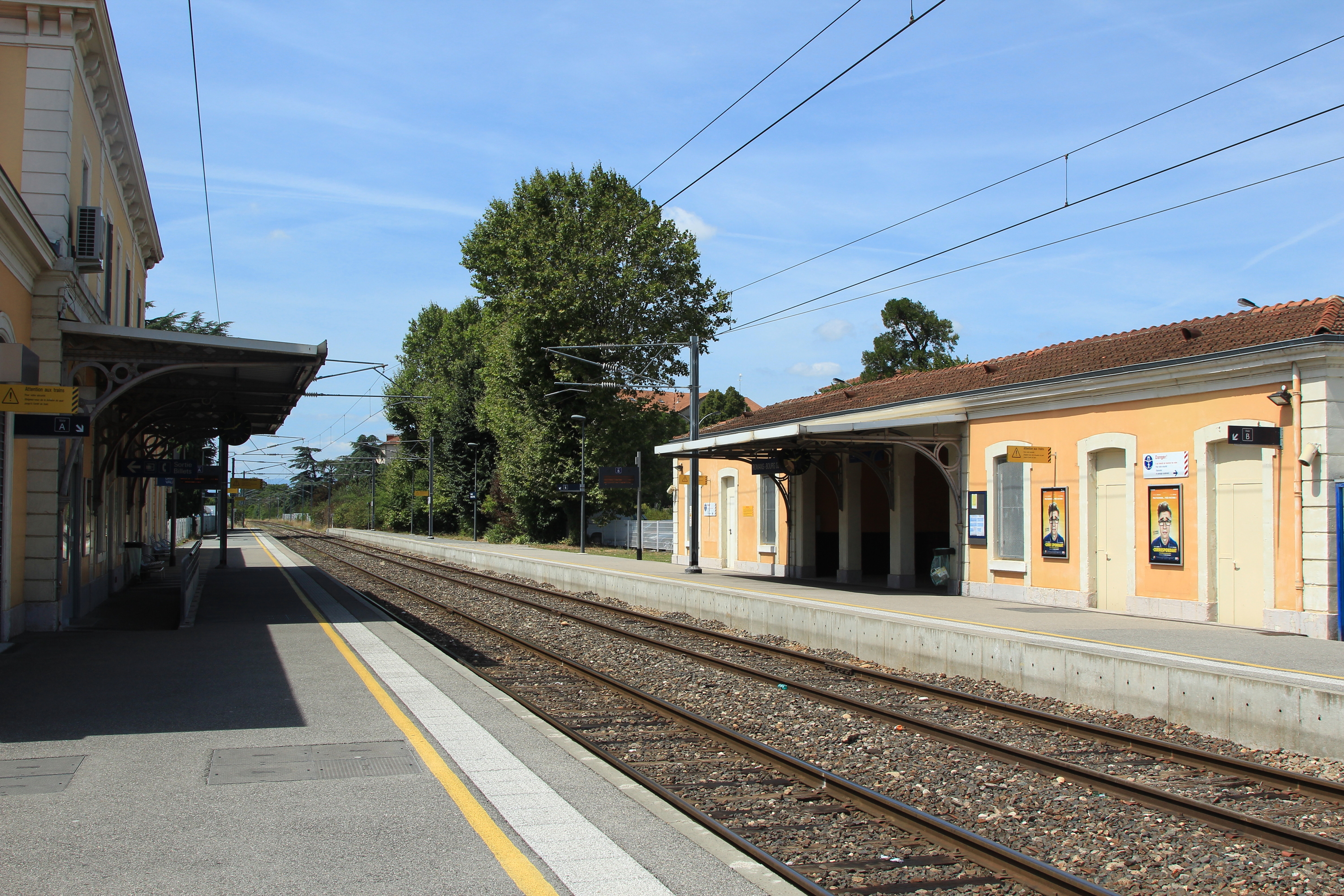
Vue d'ensemble.

## Service des marchandises
La gare est ouverte au service du fret, y compris au service des wagons isolés. La voie desservant les embranchements particuliers, à l'est de Romans, a été déposée en 2009. 